# Kokusaikaikan (metropolitana di Kyoto)
Kokusaikaikan (国際会館駅?, Kokusai-kaikan-eki) è una stazione della metropolitana di Kyoto che si trova nel quartiere di Sakyō-ku, a Kyoto. La stazione è servita dalla linea Karasuma gestita dall'Ufficio municipale dei trasporti di Kyoto. È l'attuale capolinea nord della linea.

## Struttura
La stazione è dotata di una banchina centrale a isola con due binari sotterranei.
| 1-2 | Linea Karasuma | per Shijō, Kyōto, Takeda, e Kintetsu-Nara |

## Stazioni adiacenti
| «              | Servizio       | »              |
| Linea Karasuma | Linea Karasuma | Linea Karasuma |
| -------------- | -------------- | -------------- |
| Matsugasaki    | -              | Capolinea      |